# すみからすみまで角淳一です
すみからすみまで角淳一です（すみからすみまですみじゅんいちです）は、MBSラジオで放送されていたラジオ番組である。放送期間は1984年4月9日から1994年10月6日（第1期）、1997年10月6日から1999年9月30日（第2期）。
午後2時からの2時間番組で、同局の若者向け番組『MBSヤングタウン』で知られたMBSアナウンサー（当時）の角淳一がパーソナリティを務めた。岩城潤子、高井美紀、石田敦子などのMBSアナウンサー（当時）と佐野美佳、風間純子、藤本修子、豊田記子などのフリーアナウンサーが日替わりで角のアシスタントを務めた。
当ページでは、関連番組である『すみからすみまで愛なのね』『なにはなくとも野村啓司です』『すみまで◯曜』も「『すみから』シリーズ」として扱う。また、以下では基本として『すみからすみまで角淳一です』を『すみから』、『すみからすみまで愛なのね』を『愛なのね』と略称する。

## 出演者
- パーソナリティ
  - 角淳一[1][2][3][4][5][6][7][8]

## コーナー・企画

### 2時のクロストーク→オープニング
MBSラジオでは代々、平日の早朝～夕方に放送される生ワイド番組において、放送枠の切れ目に出演者同士がクロストークを展開することが多い。『すみから』を放送していた時代には、午後2時の時報をはさんで、前枠番組の『それゆけ!』との間で20分程度のクロストークを実施。トークが長引きそうな場合には、『すみから』のスタッフが流す音楽（「蛍の光」など）を合図に、角が終了を促していた。この趣向は、『愛なのね』・『なにはなくとも野村啓司です』にも継承されている。
クロストークが一段落すると、角とアシスタントが次のような口上を述べることで番組をスタート。口上を終えると同時に、当日の「条件電話」（後述）の「条件1」に関連する曲をBGMに、改めてオープニングトークを披露していた。
角：「可愛い嘘も付きなはれ」

アシスタント：「男の見栄も張りなはれ」

角：「本音と建前御自由に 大人の遊びを生放送 都会のビルの隅から」

アシスタント：「奧さんのハートの片隅まで」

角：「すみからすみまで 角淳一です」
なお、『すみから』の木曜日では、クロストークの時間に『二十の扉』（角が少年時代に愛聴していたNHKラジオ第1放送のクイズ番組）を踏襲したクイズを放送。『それゆけ!』の出演者が、角の出題するクイズに答える趣向になっていた。当番組の終了後に角がメインパーソナリティ（総合司会）を担当した『ちちんぷいぷい』（MBSテレビ）でも、2009年10月に一時、直前番組の『もうすぐぷいぷい』において「3時の扉」という同様の企画を放送している。

### 「条件電話」
『すみから』シリーズの核を為したリスナー参加のコーナー。コーナーの性質上、正式なタイトルもタイムテーブルへの記載もなかったが、一般には「条件電話」という通称で知られている。
「たくさんの人からの電話より、たった1本の貴重な情報」を求めるべく、今までと違った方針を考えた結果、ひとひねりしたテーマで聴取者からの電話を受け付けた。主にその日のニュースや時事ネタをきっかけに、ありえないような話、小説のような本当な話を放送した。「条件電話」という通称は、当初設定していた「条件」に見合う電話が入らない場合に、「条件1」「条件2」という方法でテーマを細かく増やしていたことによる。通常の放送では、前述のオープニングトークで「条件1」を告知した後に、基本として放送中に「条件2」まで募集。ただし実際には、「条件3」まで設けることが多かった。ちなみに、テーマの設定に困った場合には、「卑近なニュースが多い」という理由で『産経新聞』大阪本社発行版朝刊の記事を基にテーマや「条件」を決めていたという。
生放送中に寄せられたエピソードのうち、角が気になった内容については、番組スタッフがメッセージを寄せたリスナーに随時電話。角と電話をつないだうえで、その内容を詳しく聞いていた。その際、番組アシスタントが「すみからすみまで電話です」と言ってから電話のベルが鳴り、角がどの条件の電話かを紹介してから、リスナーと話を始めていた。なお、15時台の最初には、「角淳一の昼はもしもし」とのタイトルで放送。番組のエンディングには、それぞれの条件でリスナーより掛かってきた電話の件数を紹介していた。
第1回放送での「条件」は、「昨日（放送前日）に後楽園球場であった巨人対阪神の開幕戦で、掛布雅之（当時・阪神内野手）の3ランをレフトスタンドで目撃した方」。放送直近に発生した事件・事故から「条件」を設けた場合には、毎日放送のアナウンサー・記者による中継・電話レポートを入れたり、事故の目撃者や事件の当事者の知り合いなどから電話で証言が寄せられたりすることもあった。
毎日放送の系列局・北海道放送（HBCラジオ）が運営する北見放送局の地域別番組用ラジオスタジオ（現在は番組制作を休止）からMBSラジオ・HBC北見放送局向けの生放送を実施した日には、「阪神ファンである北見放送局のリスナー」という「条件」で電話を呼び掛けたところ、角や当番組を知らないはずのリスナーから数本の電話を受けた。湾岸戦争の開戦中には、角の部下であったアナウンサーをヨルダンに派遣したうえで、現地の街頭にある公衆電話の番号をメモに控えるように依頼。エジプトからの留学生を当番組のスタジオで待機させるとともに、角が放送中にその番号へ国際電話をかけることによって、偶然電話を受けた現地の住民から実情や本音を聞き出していた。角によれば、世界各地に派遣されている商社マンの夫人からの電話は、「リアルな市場情報」を知るうえで大いに重宝したという。
1987年11月26日の放送では、「リンゴに乳酸菌を増やす働きがある」というコラムを基に、「りんご園のお嬢さん　お電話ください」という「条件」でメッセージを募集。その結果、「実家が秋田県でりんご園を営んでいる」という大阪府在住の既婚女性から、旅先の十和田湖で出会った山口県岩国市出身の男性と「遠距離文通」の末に結婚へ至ったというエピソードが紹介された。このエピソードに感銘を受けた角は、1989年に八曜社から番組本を刊行する際に、放送当時の「条件」をそのままタイトルに採用（#番組本で詳述）。同書の冒頭には、放送当時のやり取りを書き起こした内容が載せられている。また、この「条件」は後年、「台風が青森県を通過した影響で、現地のりんご園で収穫間近だったリンゴが落果した」という報道があった直後の放送でも提示。MBSラジオの番組の受信が困難なはずの同県の住民が、「りんご園の取材に関する問い合わせ」のつもりで、本当に電話をかけてきた。
番組末期の1998年には、角が毎日放送本社（大阪市北区茶屋町）の南隣にある梅田ロフトでアランジアロンゾの展覧会をたまたま見たことをきっかけに、「『アランジアロンゾ』の意味を知っている方」という条件でリスナーからの情報を募集。その結果、かつて梅田ロフトに勤務していた奈良県在住のリスナーから、アランジアロンゾが「ちちんぷいぷい」を意味するかのような情報を得た。角はこの情報をきっかけに、翌年から司会を務めることが内定していたMBSテレビの情報番組を、自ら『ちちんぷいぷい』と命名している。なお、アランジアロンゾは同番組のキャラクターデザインを手掛けているが、「アランジアロンゾ」の本当の意味は「さあ行こう、アロンゾ」である。

### 「封書のコーナー」
番組の前半には、角とアシスタントが、聴取者からのハガキを毎日数通紹介。最後には、角が封書で送られてきた手紙を、必ず1通読んでいた。
封書については、事前に手紙を読んだスタッフがタイトルを付けたうえで、角が面白そうなタイトルの1通を選んで初見で紹介。しかし実際には、放送コードに抵触しかねない内容の手紙が多かった。角がそのような封書を選んだ場合には、言葉をぼかしたり、「これ以上は放送では読めない」との理由で途中から読まずに済ませたりしていた。このような趣向は、『ヤマヒロのぴかいちラジオ』（2013年10月からMBSラジオで火曜日の夕方→金曜日の夜間に放送中の生ワイド番組）内のコーナー「山本社交倶楽部」などに受け継がれている。

### 「人に歌あり」
14時台最後のコーナー。リスナーから自身がお世話になった人（肉親から友人知人、会社の同僚や上司部下など）へのメッセージをアシスタントが紹介した後に、お世話になった人が好きな楽曲を流す。お世話になった人には、JFTB（花キューピッド）加盟の花屋から、紹介したメッセージを記した手紙と花束が贈られた。『すみから』シリーズの終了後も、『こんちわコンちゃんお昼ですょ!』までの後継番組で放送を続けている（現在は終了）。

### 「ナウナウ歌謡曲」
TBSラジオ制作・JRN系列全国ネットの同名番組（事前収録）を、本編をMBSラジオで独自に制作する企画ネット方式で、生放送による1コーナーとして内包。放送時点で流行していた歌謡曲を紹介していたほか、放送日によっては、角と親交の深い歌手やアーティストをゲストに招くこともあった。

### 角シート
角が何かのきっかけで手にした大金で、阪神甲子園球場の阪神タイガース公式戦年間指定席を購入したことから始まったプロ野球シーズン限定の企画。その指定席を「角シート」と称したうえで、同球場でタイガースのホームゲームが予定されているたびに、聴取者の中から希望者に抽選で無料で招待していた。ちなみに角は、『ちちんぷいぷい』でも、2011年のプロ野球シーズンまでこの企画を続けていた。

## 『すみからすみまで愛なのね』
1994年10月10日から1997年10月2日までは、『それゆけ!○曜』の放送枠を引き継ぐ形で、12:00 - 14:00に『すみからすみまで愛なのね』を放送。条件電話などのコーナーは、『なにはなくとも野村啓司です』（後述）に移行した。また、金曜日の放送のみ、1995年3月に放送を終了（後番組は『金曜まるごと 清水国明』）。同年4月以降は、月～木曜日の2時間番組になった。
1996年には、角が当番組の生放送中に、咳が止まらなくなるなどの体調不良を起こした。5月6日の出勤前に左手と左足の動きに異変を感じたことから、すぐに主治医へ電話したところ、脳梗塞と診断されたため緊急入院。休養を要するほどの症状だったことから、そのまま『愛なのね』を降板した（最後の出演は北山修をゲストに迎えた前日放送分）。角の降板後には、伊東正治などのMBSアナウンサー（当時）などをパーソナリティ代理に立てたうえで、『愛なのね』を続行。角は、『すみから』の復活・生放送番組への出演の再開に至るまで、1年5ヶ月間ものリハビリを要した。

## 『なにはなくとも野村啓司です』
1994年10月10日から1997年10月2日まで、毎週月～金曜日の14:00 - 16:00に放送。パーソナリティが角から野村啓司に代わった以外は、『すみから』での放送内容をほぼ引き継いでいた。ちなみに、当番組終了後の1997年10月には、同じ放送枠で3年振りに『すみから』が復活している。

## 『すみまで』
1999年10月4日から2000年3月まで、『すみからすみまで角淳一です』の後継番組として放送。大八木友之（MBSアナウンサー(当時)）が全曜日のパーソナリティを務めたほか、既婚の女性アナウンサー（高井や古川圭子など）が日替わりで出演していた。オープニングを『奥さまは魔女』のパロディ風に演出。『ちちんぷいぷい』のメイン パーソナリティへ転じたばかりの角は、放送開始当初に、2時のクロストーク（後述）とオープニングのナレーションに登場した。
MBSラジオは『すみまで』の放送終了後に、従来の『すみから』シリーズとは異なる内容の生ワイド番組（『お茶しましょ』→『こんちわコンちゃん2時ですよ』）を放送。現在の『こんちわコンちゃんお昼ですよ!』に至っている。

## 放送終了後の逸話
- 『ちちんぷいぷい』でも長らく月～金曜日のパーソナリティを務めていた角は、2006年に再び体調不良で入院してから2011年9月末に番組を卒業するまで、原則として木・金曜日の生放送に出演しなくなった。そこで、MBSラジオでは2009年から、「スペシャルウィーク」（聴取率調査週間）限定で『ノムラでノムラだ♪』（2015年3月まで野村がパーソナリティを務めた平日夕方の生ワイド番組シリーズ）に角を「スペシャルゲスト」として出演させていた（2010年12月の「スペシャルウィーク」までは金曜日に登場）。その場合には、『すみから』シリーズで電話出演・メッセージ採用の機会があったリスナーと角が、生放送中の電話を通じて当時の思い出や近況を語り合うことが多かった。メッセージテーマを募集する際に、（『すみから』の放送当時には一般に普及していなかった）電子メールでの投稿も対象に、1日限定で「条件電話」を復活させることもあった。
- 平日昼間の生ワイド番組におけるクロストークは、MBSラジオが2021年の10月に大規模な番組改編へ着手するまで、『松井愛のすこ～し愛して♥』『こんちわコンちゃんお昼ですょ!』『上泉雄一のええなぁ!』（平日夕方版）の間で続けられていた。また、『すみから』シリーズ終了後のMBSラジオ・平日生ワイド番組では、メッセージテーマへの反応が皆無に近い場合に「条件電話」のパターンで放送中にテーマを随時増加・変更している。
- 角は、『ちちんぷいぷい』からの卒業を機に、2011年10月からMBSラジオの新番組『おとなの駄菓子屋』でレギュラーパーソナリティを担当。『すみから』シリーズの終了以来12年振りに、同局でレギュラー番組を持つことになった。また、同年11月8日には、ABCラジオで『パーソナリティ秋の交流戦セカンドステージ　角からすみまで道上洋三です』という特別番組を放送。テレビ・ラジオを含めて、朝日放送の番組に初めて出演した。ちなみに角は、関西学院大学の学生時代に同局のアナウンサー試験で最終選考にまで残っていたが、自身の意思で毎日放送への入社を選んでいる。
- MBSラジオで2008年4月編成から2021年10月1日（金曜日）まで平日の早朝に放送されていた生ワイド番組『子守康範 朝からてんコモリ!』では、2014年4月3日から一時「日替わり!おかわり!てんコモリ!」（7時台後半の日替わり企画）の木曜分として「すみからすみまで趣味淳一」を放送。毎日放送アナウンサー時代に角の部下であったパーソナリティの子守康範（フリーアナウンサー）が、趣味にまつわるリスナーからのエピソードを紹介していた。角自身も、金曜日7時前後に「出会い燦々」（ゲストコーナー）を編成していた時期に、同コーナーへゲストで出演したことがある。

## 番組本
- 毎日放送『りんご園のお嬢さんおでんわください : すみからすみまで角淳一です』八曜社、1989年11月。
  - 「条件電話」でとりわけ反響の大きかったエピソードや、当時の出演者・スタッフへのインタビューを所収。巻末の「『すみから』版昭和グラフィティー」には、第1回放送から平成時代最初の放送分（1989年1月8日）までの「条件電話」のテーマが記されている。現在は絶版。